# Lisandro de la Torre (Rosario)

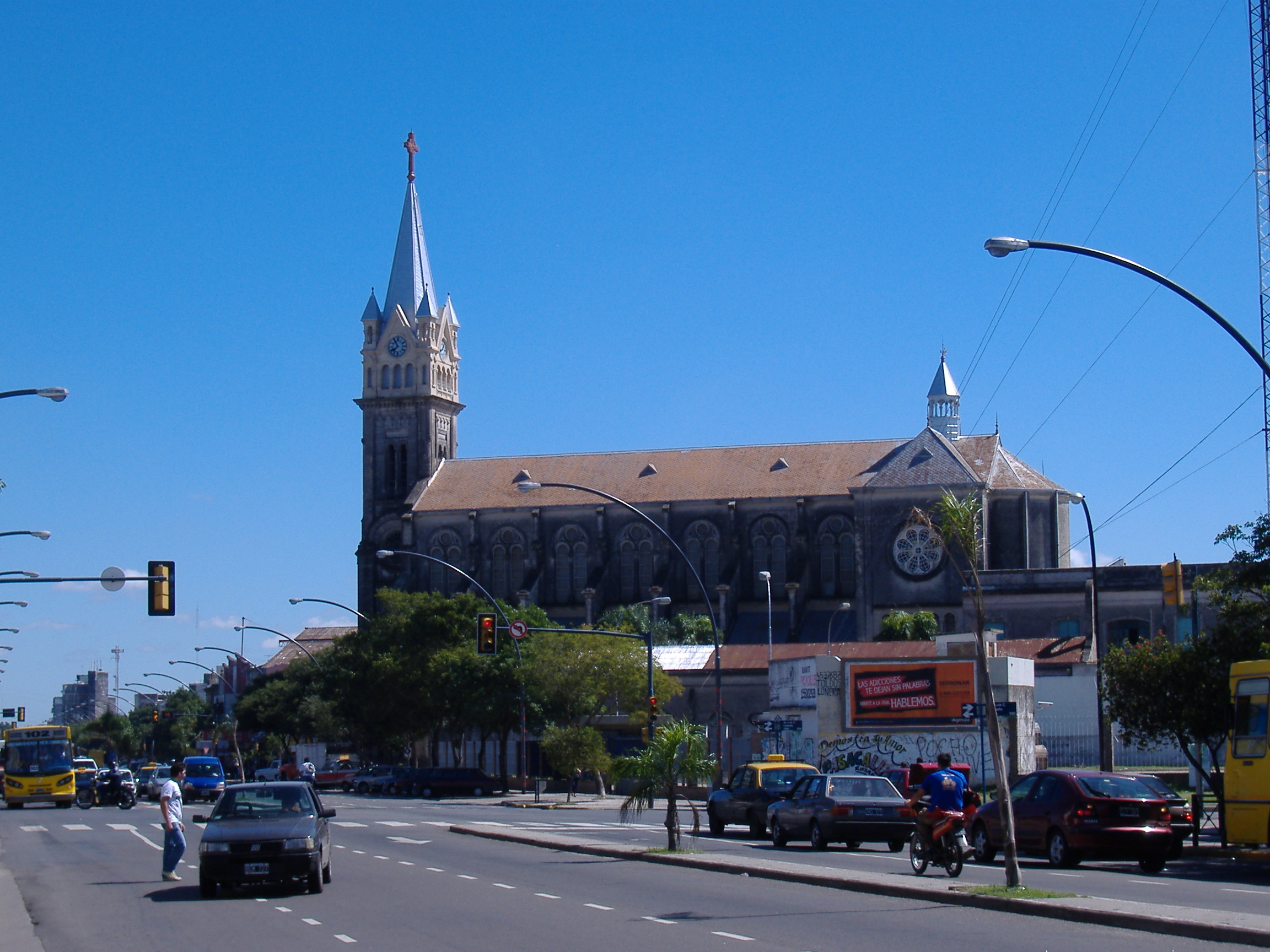
Iglesia Perpetuo Socorro, en la Av. Alberdi, Bo. Lisandro de la Torre.

Lisandro de la Torre, más conocido como Arroyito, es un barrio de la ciudad de Rosario, provincia de Santa Fe, Argentina.
Se encuentra en una zona de  actividad comercial, delimitado por la Avenida Alberdi y el Río Paraná.
Entre los lugares más destacados se puede citar al Parque Alem, cuya superficie de 6 hectáreas alberga juegos infantiles y la desembocadura del arroyo Ludueña.
En el Barrio de Arroyito se encuentra el Club Atlético Rosario Central con su estadio Gigante de Arroyito, donde hace las veces de local dicho club.
También se puede encontrar el Acuario provincial, con las más diversas especies autóctonas de la fauna ictícola del Río Paraná.
Dentro de los límites del Parque Alem, también podemos encontrar el Complejo de Piletas Parque Alem, lugar de recreación y esparcimiento donde muchas familias y jóvenes rosarinos disfrutan durante los calurosos veranos.